# شهرستان واشینگتن (ایندیانا)
شهرستان واشینگتن، ایندیانا (به انگلیسی: Washington County, Indiana) شهرستانی در ایالات متحده آمریکا است که در ایندیانا واقع شده‌است.